# Pentagonia
Pentagonia là một chi thực vật có hoa trong họ Thiến thảo (Rubiaceae).

## Loài
Chi Pentagonia gồm các loài: